# قلپنلوی سفلی
قلپنلوی سفلی یک روستا در ایران است که در دهستان نقدی واقع شده‌است. قلپنلوی سفلی ۲۴ نفر جمعیت دارد.